# NGC 605
NGC 605 è una vasta galassia lenticolare situata nella costellazione di Andromeda, a una distanza di circa 234 milioni di anni luce dalla nostra Via Lattea.

## Scoperta
NGC 605 è stata scoperta il 21 ottobre 1881 dall'astronomo francese Édouard Stephan.